# Kissaten

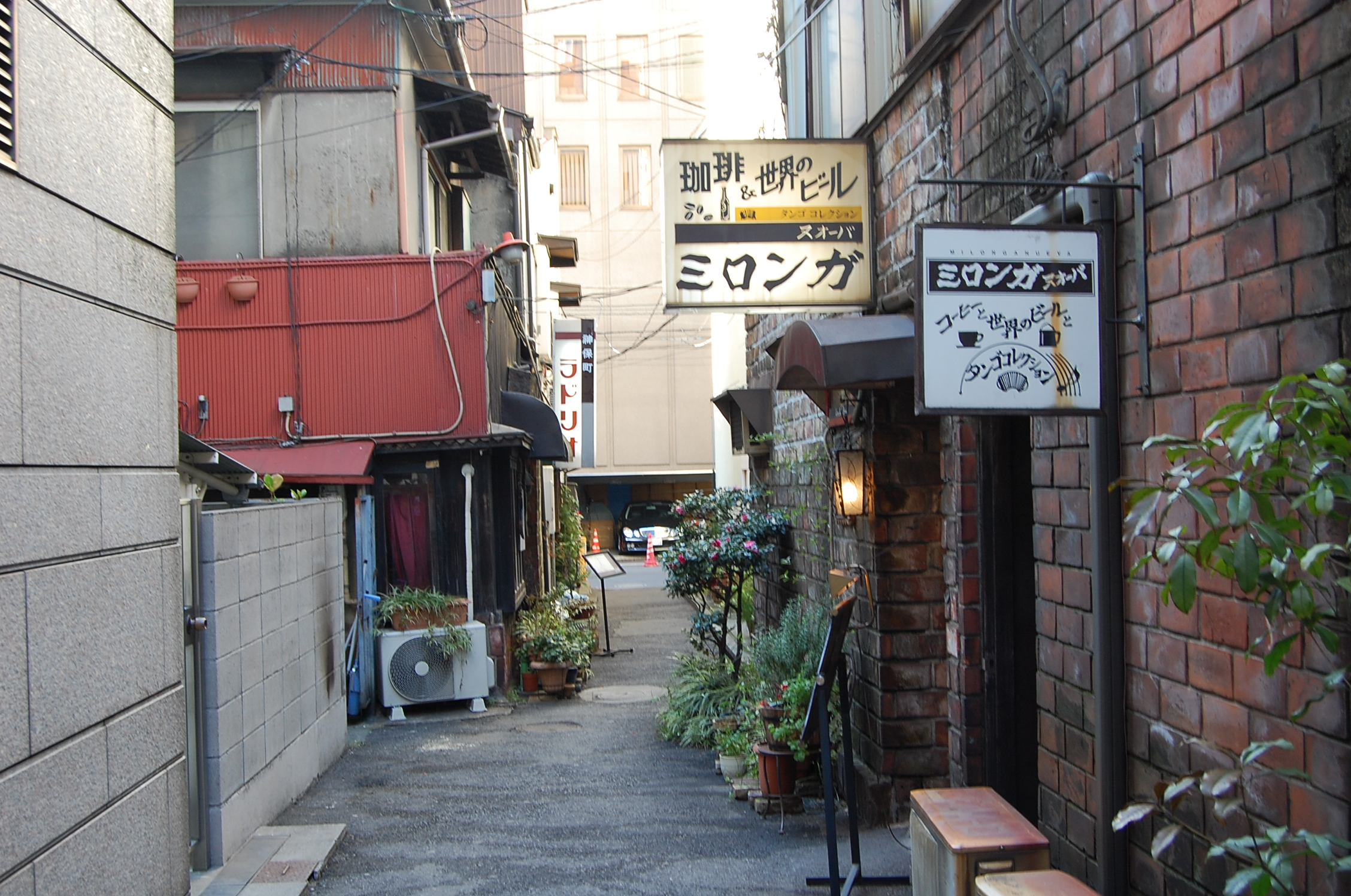
Un kissaten en Jinbōchō, Tokio, Japón

Un kissaten (喫茶 (きっさてん)?), literalmente una "tienda de beber té", es un salón de té de estilo japonés que también es una cafetería. Se desarrollaron a principios del siglo XX como una distinción de una cafetería, ya que las cafeterías en Japón se habían convertido en lugares que también servían alcohol con ruido y celebración. Un kissaten era un lugar tranquilo para tomar café y un lugar de reunión para escritores e intelectuales.
En las zonas urbanas, la gente frecuenta los kissaten para desayunar, donde pueden disfrutar del "servicio matutino" de tostadas espesas, huevos cocidos o fritos, un trozo de jamón o tocino y una taza de té o café.
También está el fenómeno moderno del manga kissa, que es una versión de los kissaten pero con videojuegos, manga y máquinas expendedorass en lugar de café.